# Bruine tijger
De bruine tijger Nephrotoma scurra) is een tweevleugelige uit de familie langpootmuggen (Tipulidae). De soort komt voor in het Palearctisch gebied.
Hij heeft de volgende kenmerken:
- De strepen op de bovenkant van het borststuk hebben lichter gekleurde randen en/of worden duidelijk lichter naar achter toe, met name de 2 strepen tussen de vleugels.
- De kopvlek is smal driehoekig, meestal klein, soms afwezig.
- Het vleugelstigma bijna altijd licht gekleurd, zelden donker.
- Donkere streep op bovenkant achterlijf bijna altijd opvallend smal, zelden breed.